# Star Wars - Episodio I - La minaccia fantasma
Star Wars - Episodio I - La minaccia fantasma (Star Wars: Episode I - The Phantom Menace) è un film del 1999 scritto e diretto da George Lucas. È il quarto film della saga di Guerre stellari a essere stato distribuito, il primo della trilogia prequel e la prima pellicola della saga nella cronologia interna della storia. Il film segnò il ritorno alla regia di Lucas dopo Guerre stellari, ponendo fine a una pausa di 22 anni. Il cast comprende Liam Neeson, Ewan McGregor, Natalie Portman, Jake Lloyd, Ian McDiarmid, Anthony Daniels, Kenny Baker, Pernilla August, Frank Oz e Ray Park.
La trama segue il maestro Jedi Qui-Gon Jinn e il suo apprendista Obi-Wan Kenobi mentre scortano e proteggono la regina Amidala, in viaggio dal pianeta Naboo al pianeta Coruscant per cercare una soluzione pacifica a una controversia sul commercio interplanetario che ha originato un conflitto nel sistema di Naboo; nel corso del viaggio, i protagonisti si trovano a fronteggiare il misterioso ritorno dei Sith. La storia introduce inoltre Anakin Skywalker: giovane schiavo su Tatooine ancora non avviato alle pratiche Jedi, ma che possiede una predisposizione insolitamente sviluppata nell'utilizzo della Forza.
Lucas iniziò la produzione de La minaccia fantasma dopo essersi convinto che gli effetti speciali cinematografici erano progrediti, rispetto agli anni settanta quando concepì inizialmente la storia di Guerre stellari, al livello che auspicava per il quarto film della saga. Le riprese iniziarono il 26 giugno 1997 e si svolsero in larga parte negli studi Leavesden e nel deserto tunisino. Per gli effetti visivi si fece ampio uso della computer-generated imagery (CGI), permettendo la creazione al computer di alcuni personaggi e ambientazioni da affiancare agli attori in carne e ossa.
Star Wars - Episodio I - La minaccia fantasma uscì nei cinema il 19 maggio 1999, sedici anni dopo l'anteprima del precedente film della serie Il ritorno dello Jedi. La sua uscita era molto attesa a causa del grande seguito culturale che la saga aveva generato e ricevette pertanto un'ampia copertura mediatica. Nonostante le recensioni contrastanti da parte della critica, che tesero a lodare le immagini e le sequenze d'azione, ma a criticare la scrittura, la caratterizzazione dei personaggi e la recitazione, il film incassò 924 305 084 dollari in tutto il mondo durante la sua prima proiezione cinematografica. Fu perciò il film di maggior incasso del 1999, il maggior incasso cinematografico di Guerre stellari, e il secondo maggior incasso cinematografico in Nord America e mondiale dell'epoca dopo Jurassic Park e Titanic. Una riedizione in 3D, che incassò altri 102 739 593 dollari al box office e portò gli incassi mondiali complessivi del film a oltre un miliardo, uscì nel febbraio 2012.

## Trama
32 BBY. La Federazione dei Mercanti, per protesta contro la tassazione sulle rotte commerciali decisa dalla Repubblica Galattica, organizza un blocco navale spaziale contro il pianeta Naboo, con il quale da tempo esistevano attriti economici. Il cancelliere supremo, Finis Valorum, invia il maestro jedi, Qui-Gon Jinn, e il suo apprendista, Obi-Wan Kenobi, a negoziare con la dirigenza della Federazione per porre fine all'embargo, ma sotto l'apparenza di una disputa commerciale si nascondono oscure trame. Darth Sidious, signore dei Sith e consigliere segreto della Federazione, ordina al viceré della Federazione, Nute Gunray, di uccidere i Jedi e invadere Naboo con un esercito di droidi da battaglia. I due inviati jedi riescono a fuggire dalla nave della Federazione e ad atterrare su Naboo, dove Qui-Gon salva Jar Jar Binks, un gungan, che conduce lui e Obi-Wan alla città sottomarina di Otoh Gunga; lì, i due Jedi cercano, senza successo, di convincere il capo dei gungan, Boss Nass, ad aiutare il popolo di Naboo, ma tutto ciò che ottengono è di venire condotti a Theed, la capitale sulla superficie. Essendo riusciti a impedire che la regina Amidala, sovrana del popolo di Naboo, fosse fatta prigioniera dalla Federazione dei Mercanti, i Jedi si uniscono al gruppo che fugge dal pianeta a bordo dell'astronave reale, con l'intenzione di dirigersi su Coruscant e sollecitare un intervento più incisivo da parte della Repubblica. La nave viene però colpita e danneggiata dalle stazioni da battaglia della Federazione in orbita attorno al pianeta.
Con la nave che non è più in grado di sostenere l'iperguida, i fuggitivi atterrano sul pianeta desertico Tatooine per eseguire le riparazioni necessarie. Qui-Gon, Jar Jar, il droide astromeccanico R2-D2 e l'ancella di Amidala, Padmé, visitano l'insediamento di Mos Espa per acquistare dei pezzi di ricambio, rivolgendosi a Watto, proprietario di un negozio di oggetti usati. Qui, conoscono lo schiavo Anakin Skywalker, che a nove anni è già un talentuoso pilota di sguscio e ingegnere, tanto da aver creato un droide protocollare chiamato C-3PO. Qui-Gon intuisce una forte presenza della Forza all'interno di Anakin ed è convinto che egli sia il «prescelto» della profezia Jedi, cioè colui che porterà equilibrio nella Forza. Qui-Gon riesce a ottenere la libertà di Anakin attraverso una scommessa con Watto sull'esito di una corsa di sgusci, nella quale Anakin gareggia risultando vincitore. Il bambino si unisce così al gruppo per essere addestrato come Jedi, lasciando indietro sua madre Shmi. Al ritorno verso la nave stellare riparata, Qui-Gon ingaggia un breve duello di spada laser con Darth Maul, lo spietato apprendista di Darth Sidious, che è stato inviato a rintracciare e catturare Amidala. Qui-Gon non lo sconfigge, ma riesce all'ultimo momento a salire sull'astronave in partenza, lasciandosi l'avversario alle spalle.
I Jedi riescono così a condurre Amidala su Coruscant, capitale della Repubblica, affinché ella possa perorare il caso del suo popolo al cancelliere Valorum, durante una seduta del Senato galattico; nonostante gli sforzi di Amidala, però, Valorum è impotente e il senatore di Naboo Palpatine convince Amidala a proporre un voto di sfiducia nei confronti di Valorum per eleggere un cancelliere più energico e capace di risolvere la crisi su Naboo. Nel frattempo, Qui-Gon e Obi-Wan fanno rapporto al Consiglio Jedi, riportando dell'attacco da parte di Darth Maul, che i Jedi sospettano essere un Sith, un gruppo di guerrieri votati al male per aver scelto il lato oscuro della Forza, che avevano sconfitto circa mille anni prima e che da allora erano ritenuti estinti. Qui-Gon chiede che Anakin sia addestrato come Jedi, ma il consiglio è preoccupato che il bambino possa essere vulnerabile al lato oscuro e rifiuta la propria autorizzazione; frustrato, Qui-Gon si ripromette di addestrare Anakin personalmente. Pur accettando il suggerimento di Palpatine, Amidala decide di non partecipare alla votazione per il nuovo cancelliere, ma di tornare su Naboo con Qui-Gon e Obi-Wan a scortarla, frustrata dalla corruzione che imperversa nel Senato.

Una sequenza della battaglia di Naboo tra i gungan e i droidi

Su Naboo, Padmé si rivela ai gungan come la vera regina Amidala e li convince a stringere un'alleanza contro la Federazione dei Mercanti. Jar Jar guida il suo popolo in battaglia contro l'esercito di droidi, mentre Padmé dà la caccia al viceré Gunray a Theed. In un hangar di navi stellari, Anakin entra in un caccia stellare vuoto e innesca involontariamente il suo pilota automatico, programmato per condurlo all'attacco della nave che controlla i droidi della Federazione dei Mercanti che combattono sul pianeta. Anakin si avventura nella nave e la distrugge dall'interno, disattivando l'esercito di droidi. Nel frattempo, Qui-Gon e Obi-Wan combattono contro Darth Maul, che ferisce mortalmente Qui-Gon prima di essere a sua volta tagliato in due da Obi-Wan. Morente, Qui-Gon fa promettere a Obi-Wan che addestrerà Anakin. Successivamente, Palpatine viene eletto nuovo cancelliere supremo mentre Gunray viene arrestato. Il maestro Yoda promuove Obi-Wan al rango di cavaliere Jedi e di malavoglia accetta Anakin come apprendista di Obi-Wan. A una cerimonia festosa, Padmé presenta un regalo di apprezzamento e di amicizia ai gungan.

## Produzione

### Sviluppo

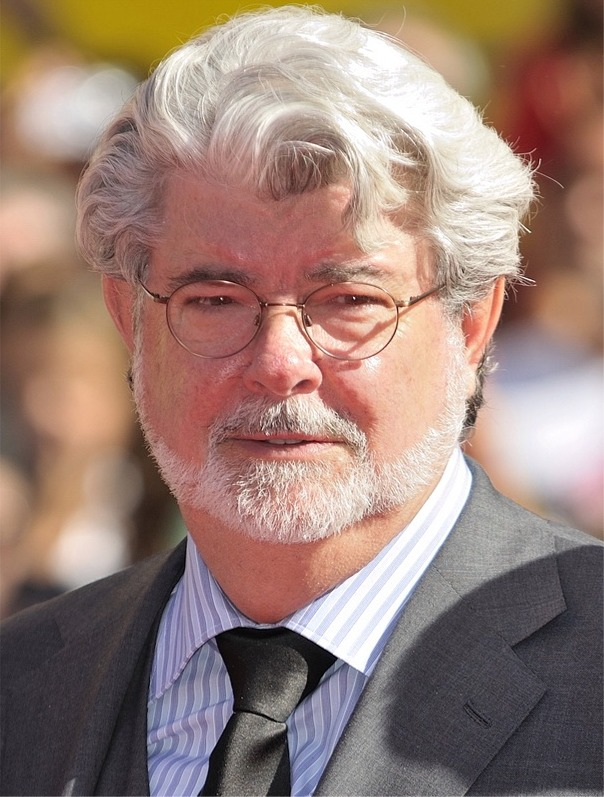
George Lucas nel 2009

Durante il processo di scrittura di Guerre stellari, George Lucas si rese conto che la storia che aveva tracciato era troppo lunga per poter essere coperta in un solo film e decise così di rendere il lungometraggio l'episodio introduttivo di una saga più ampia che avrebbe potuto essere raccontata in sequel, se il primo film avesse avuto successo. All'epoca della terza stesura della sceneggiatura, Lucas aveva negoziato un contratto che gli accordava i diritti per la realizzazione di due sequel. Decise allora di dedicare del tempo per sviluppare una trama di fondo più elaborata, che avrebbe facilitato il processo di scrittura dei film seguenti. Mentre scriveva il primo sequel, L'Impero colpisce ancora, Lucas trasformò quindi il cattivo Dart Fener nel padre dell'eroe Luke Skywalker e sviluppò un retroscena in cui Fener un tempo era un Cavaliere Jedi con il nome di Anakin Skywalker, un potente guerriero che era passato al lato oscuro della Forza. Con questa struttura in mente, Lucas inquadrò allora i due film come le prime due parti della seconda trilogia della saga, rinumerando L'Impero colpisce ancora da secondo a quinto episodio. All'epoca dell'ultimo film della trilogia, Il ritorno dello Jedi, Fener divenne un personaggio tragico e fu infine riscattato. Lucas ammise però che il lavoro sulla prima trilogia lo aveva spossato e che avrebbe preso una pausa dalla serie.
Dopo aver perso gran parte della sua fortuna nel divorzio dalla moglie Marcia Lucas, nel 1987, George Lucas non aveva alcun desiderio di tornare a Guerre stellari e aveva ufficiosamente cancellato la trilogia che avrebbe dovuto trattare le vicende cronologicamente successive ai tre film già prodotti, mentre l'idea dei prequel, con tutto il retroscena dei film già delineato, continuava ad affascinarlo. Nei primi anni novanta, Guerre stellari vide un ritorno di popolarità alimentata dalla linea di fumetti della Dark Horse Comics e dai romanzi della trilogia di Thrawn di Timothy Zahn; Lucas si convinse allora che c'era ancora una vasta platea di interessati a dei possibili prequel e, con lo sviluppo degli effetti speciali generati in CGI, considerò l'idea di riprendere in mano la saga e di dirigere un nuovo film. Nel 1992 Lucas ammise di avere dei piani per creare una trilogia prequel nella rivista Lucasfilm Fan Club e lo annunciò ufficialmente a Variety alla fine del 1993.  Fu così che Lucas cominciò a delineare la trama: Anakin Skywalker, invece di Obi-Wan Kenobi, sarebbe stato il protagonista e la serie sarebbe stata una tragedia che esaminava le origini di Dart Fener. Iniziò anche a modificare la linea temporale dei prequel relativamente alla serie originale, inserendo retroscena, storie parallele o tangenziali agli eventi originali e iniziando così una lunga epopea che sarebbe partita dall'infanzia di Anakin e si sarebbe conclusa con la sua morte. Questo fu l'ultimo passo per trasformare il franchise in saga.
George Lucas iniziò a scrivere la nuova trilogia di Guerre stellari il 1º novembre 1994. La sceneggiatura fu adattata dal trattamento originale di 15 pagine che aveva scritto nel 1976 per aiutarsi a tenere traccia del background dei personaggi e degli eventi verificatisi prima della trilogia originale. Concepì Anakin inizialmente come un dodicenne, ma ridusse poi la sua età a nove anni perché sentiva che un bambino sarebbe stato più colpito dalla separazione dalla madre rispetto a un adolescente. Questa decisione l'obbligò però a riscrivere alcune scene della battaglia finale, con Anakin che scopre quasi casualmente il funzionamento di una nave stellare (con R2-D2 ad aiutarlo per rendere la situazione più credibile), invece che alla guida solitaria e intenzionale di un caccia stellare, come inizialmente previsto. Il titolo di lavorazione del film era The Beginning, cambiato poi nel definitivo La minaccia fantasma, un riferimento a Palpatine che nasconde la sua vera identità di malvagio Signore dei Sith dietro la facciata di politico onesto e rispettabile.
Una maggiore disponibilità economica e le possibilità aperte dall'uso di effetti digitali fecero propendere Lucas per «una scala molto più grande ed epica — che è quello che volevo che Guerre stellari fosse». Si permise allora di sviluppare cinque trame parallele e simultanee, che si intrecciavano l'una all'altra. Il motore della vicenda è l'intenzione di Palpatine di diventare Cancelliere Supremo, che porta la Federazione dei Mercanti ad attaccare Naboo, la conseguente missione dei Jedi sul pianeta, l'incontro casuale con Anakin lungo il viaggio di ritorno, che risulterà successivamente determinante nell'ascesa dei Sith. Come con la trilogia originale, Lucas inserì ne La minaccia fantasma diversi temi narrativi. La dualità è una delle tematiche più frequenti: Amidala è una regina che si fa passare per una serva, Palpatine è un doppiogiochista e Obi-Wan, che è inizialmente in conflitto con il suo maestro, finisce per seguire i suoi insegnamenti e accettare le sue responsabilità. Anche il tema dell'equilibrio è usato frequentemente; Anakin è creduto il prescelto, ovvero colui che porterà equilibrio nella Forza, e ogni personaggio sembra avere qualcuno che lo influenza: «Anakin aveva bisogno di una madre, Obi-Wan aveva bisogno di un maestro, Darth Sidious aveva bisogno di un apprendista» — commentò Lucas — poiché senza l'interazione e il dialogo «non si avrebbe il dramma».
Nel novembre 2015, Ron Howard ha confermato che inizialmente George Lucas chiese a lui, a Steven Spielberg e a Robert Zemeckis di dirigere Episodio I, ma tutti e tre declinarono l'offerta sia perché sentivano che fosse troppo scoraggiante, sia perché secondo loro doveva essere il creatore della saga a proseguire la sua storia.

### Pre-produzione
Prima che Lucas iniziasse a lavorare alla sceneggiatura, il suo produttore Rick McCallum era alle prese con la serie televisiva Le avventure del giovane Indiana Jones; McCallum dichiarò che da quest'esperienza derivarono molte sue decisioni su La minaccia fantasma, quali accordi a lungo termine con attori, l'impiego di neolaureati di talento senza esperienza cinematografica e la creazione di scenografie e paesaggi con tecnologia digitale. Nell'aprile del 1994 McCallum iniziò la ricerca di artisti in scuole d'arte, architettura e design; a impressionarlo di più fu il direttore artistico della Industrial Light & Magic Doug Chiang, che venne assunto come direttore della progettazione. Poi, a metà anno, McCallum cominciò a ricercare le location con lo scenografo Gavin Bocquet.
A inizio 1995, con Lucas nel vivo del processo di scrittura, Chiang e la sua squadra di progettazione iniziarono a concepire il design per il film, un lavoro che si protrasse per i due anni successivi e che li portò a esaminare migliaia di progetti. Lucas voleva che l'Episodio I fosse stilisticamente diverso dagli altri film di Guerre stellari, che fosse «più ricco e più simile a un pezzo d'epoca, dato che era la storia che precedeva Una nuova speranza». I tre pianeti sui quali si svolge la storia hanno ambienti molto variegati e vennero creati in modo da avere un aspetto distintivo con qualche riferimento all'architettura del mondo reale: la città gungan è visivamente ispirata all'Art Nouveau; i disegni concettuali di Ralph McQuarrie per la trilogia originale servirono come base per la città desertica di Mos Espa, ispirata anche a vecchi alberghi ed edifici tunisini e con un aspetto da grande mercato, per differenziarla da Mos Eisley di Una nuova speranza. Gli schizzi di metropoli di McQuarrie confluirono infine nell'aspetto della sede del Senato Galattico su Coruscant. Bocquet sviluppò poi il lavoro della squadra di Chiang e progettò gli interni, traducendo i concept in progetti di costruzione con ambienti e stili architettonici che mantenevano qualche fondamento nella realtà «per dare al pubblico qualcosa a cui agganciarsi». Alcuni elementi furono direttamente ispirati alla trilogia originale: in particolare Lucas descrisse i droidi da battaglia come i predecessori degli Stormtrooper e Chiang utilizzò l'idea per basarne l'aspetto su quello dei soldati imperiali, aggiungendovi lo stile stilizzato e allungato presente nell'arte africana.
L'illustratrice scientifica Terryl Whitlatch, con competenze negli ambiti della zoologia e dell'anatomia, fu incaricata della progettazione delle creature: molti alieni sono dunque ibridi e uniscono caratteristiche di animali reali. A volte vennero sviluppate intere catene alimentari, anche se solo una piccola parte di esse appare nel film. Whitlatch progettò anche scheletri dettagliati per i personaggi principali e muscoli facciali per Jar Jar Binks come riferimento per gli animatori. Ogni creatura del film riflette il suo ambiente naturale: quelle su Naboo sono più graziose perché il pianeta è «lussureggiante e più rispettoso degli animali», Tatooine al contrario ha creature «con pelle coriacea segnata dalle intemperie per proteggerle dai duri elementi del deserto», mentre Coruscant presenta alieni bipedi di aspetto umano. Lucas aveva originariamente previsto di creare molti degli alieni con la computer grafica, ma quelli che sarebbe stato più conveniente realizzare con maschere e animatronica vennero creati dal team degli effetti delle creature di Nick Dudman. Tra questi i neimodiani, i personaggi di sfondo a Mos Espa, il consiglio Jedi e il Senato galattico. Alla squadra di Dudman venne comunicato dove le creature sarebbero state necessarie sei mesi prima che iniziasse la lavorazione, il che costrinse ad affrettarne la produzione. Le tute dei neimodiani, inizialmente destinati a essere personaggi digitali, furono consegnate un giorno prima che fossero necessarie sul set. Dudman si recò allo Skywalker Ranch per controllare se nel deposito vi fossero dei costumi originali di creature che avrebbero potuto essere riutilizzati e lesse la sceneggiatura per individuare quali scene di alieni si sarebbero potute svolgere con attori reali truccati, lasciando solo i casi più stravaganti per la creazione in CGI.

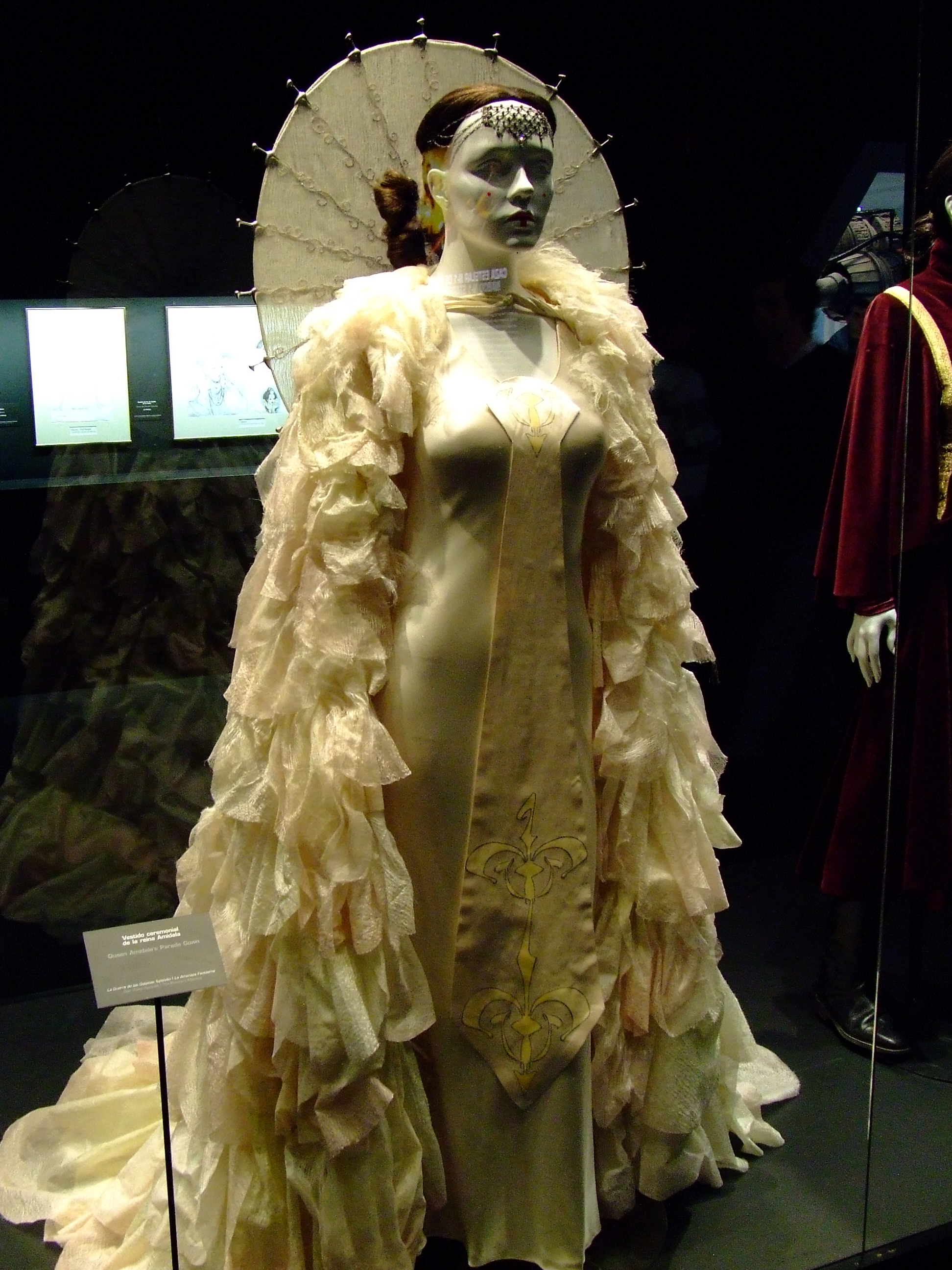
Uno degli abiti realizzati dall'équipe di Trisha Biggar per la regina Amidala

Il coordinatore degli stuntman Nick Gillard venne ingaggiato per creare un nuovo stile di combattimento Jedi per la trilogia prequel. Gillard paragonò le battaglie di spade laser a una partita a scacchi «dove ogni mossa è uno scacco al re». A causa delle loro armi a corto raggio, Gillard pensò che i Jedi avrebbero dovuto sviluppare uno stile di combattimento che fondesse ogni stile di scherma, come il kendō e altri tipi di kenjutsu, con tecniche oscillanti, come mosse da tennista e da taglialegna. Per allenare Liam Neeson ed Ewan McGregor, Gillard e il suo team crearono una sequenza di combattimento di 60 secondi, ripetuta lentamente e via via più velocemente in cinque/sei sotto-sequenze da sei/sette movimenti successivi. Lucas in seguito si riferì ai Jedi come «negoziatori» piuttosto che soldati che ricorrono frequentemente e gratuitamente alla violenza; la preferenza del combattimento corpo a corpo aveva inoltre lo scopo di rimarcare il lato spirituale e intellettuale dei Jedi. Poiché Gillard riteneva che i salti acrobatici con attori e stuntmen che penzolano dai fili non sembrassero realistici, per spingerli in aria furono invece usati degli arieti ad aria.
Per i costumi, Lucas optò per dei modelli elaborati perché la società del film era più sofisticata di quella raffigurata nella trilogia originale. La costumista Trisha Biggar e il suo team crearono oltre 1 000 costumi ispirati da varie culture. Biggar lavorò a stretto contatto con il concept designer Iain McCaig per creare una tavolozza di colori per gli abitanti di ogni mondo: Tatooine seguì Una nuova speranza con colori sabbiosi schiariti dal sole, Coruscant ottenne grigi, marroni e neri, e per Naboo si scelse verde e oro per gli esseri umani mentre i gungan avrebbero indossato abiti dal «look coriaceo, come la loro pelle». I costumi Jedi seguirono la tradizione del film originale, con l'abito di Obi-Wan direttamente ispirato a quello indossato da Guinness. Lucas e Biggar ricontrollarono personalmente l'arte concettuale per «tradurre tutti quei progetti in tela e tessuto e materiali che avrebbero effettivamente funzionato e non sarebbero sembrati ridicoli». Biggar consultò anche Gillard per assicurarsi che i costumi si prestassero alle scene d'azione e consultò il reparto creature per trovare quali tessuti «non sarebbero stati troppo pesanti» sulle pelli degli alieni. Un enorme reparto costumi fu istituito agli studi Leavesden per creare oltre 250 capi d'abbigliamento per gli attori principali e 5 000 per quelli di contorno.

### Cast
- Liam Neeson interpreta Qui-Gon Jinn, maestro Jedi e mentore di Obi-Wan Kenobi. Dopo aver incontrato Anakin, insiste affinché il ragazzo riceva l'addestramento Jedi nonostante l'opposizione del Consiglio Jedi. Lucas originariamente intendeva assegnare la parte a un attore statunitense, ma scritturò l'irlandese Neeson perché ritenne che avesse grandi capacità e presenza; al tal proposito lo definì un «attore maestro, con cui gli altri attori si sarebbero consultati, con le qualità di forza che il personaggio richiede».[30]
- Ewan McGregor interpreta Obi-Wan Kenobi, il giovane apprendista Jedi di Qui-Gon. Tiene il maestro in grande considerazione, ma a volte mette in discussione le sue motivazioni. McGregor venne scritturato da una rosa di cinquanta attori, i quali furono confrontati con le immagini di un giovane Alec Guinness, che aveva interpretato l'anziano Obi-Wan, per farne una credibile versione giovanile.[31] McGregor fu aiutato da un vocal coach a rendere la propria voce più simile a quella di Guinness. Studiò anche diverse interpretazioni di Guinness dai suoi primi lavori e dai film di Guerre stellari.[32] Inizialmente era stato preso in considerazione Joseph Fiennes per la parte.[33]
- Natalie Portman interpreta Padmé Amidala, la quattordicenne regina di Naboo che cerca di proteggere il suo pianeta da un blocco della Federazione dei Mercanti. Oltre 200 attrici fecero un provino per il ruolo.[34] Le note di produzione indicavano: «Il ruolo richiedeva una giovane donna che potesse essere credibile come sovrana di quel pianeta, ma allo stesso tempo vulnerabile e aperta». Portman fu scelta soprattutto per le sue interpretazioni in Léon (1994) e Beautiful Girls (1996), che impressionarono il regista.[32] Lucas dichiarò: «Ero alla ricerca di qualcuno che fosse giovane, forte, lungo le linee di Leila, e Natalie incarnava tutti quei tratti e anche di più».[32] Portman non conosceva Guerre stellari prima di essere scritturata,[32] ma fu entusiasta di interpretare un personaggio che sarebbe potuto diventare un modello di ruolo; affermò: «È stato meraviglioso interpretare una giovane regina con così tanto potere. Penso che sarà un bene per le giovani donne vedere una forte donna d'azione che è anche intelligente e una leader».[35]
- Jake Lloyd interpreta Anakin Skywalker, un bambino di nove anni nato schiavo e abile pilota che sogna di diventare un Jedi. Centinaia di attori furono esaminati[32] prima che i produttori si decidessero per Lloyd, che Lucas riteneva soddisfacesse le sue esigenze di «un buon attore, entusiasta e molto energico». Il produttore Rick McCallum disse che Lloyd era «intelligente, smaliziato e amante di tutto ciò che è meccanico, proprio come Anakin».[36]
- Ian McDiarmid interpreta Palpatine, un senatore di Naboo che viene eletto cancelliere della Repubblica e che manovra la Federazione dei Mercanti sotto le spoglie del Sith Darth Sidious. McDiarmid rimase alquanto sorpreso quando Lucas lo ricontattò per riprendere il ruolo di Palpatine sedici anni dopo Il ritorno dello Jedi, poiché presupponeva che nei prequel la parte sarebbe stata interpretata da un attore più giovane.[37]
- Ahmed Best interpreta Jar Jar Binks, un goffo gungan esiliato dal suo popolo che accompagna Qui-Gon e Obi-Wan, dopo il loro incontro su Naboo, per tutto il film. Best venne scritturato dopo che Gurland lo vide in uno spettacolo degli Stomp a San Francisco.[36] Best era originariamente destinato a fornire solo i dati di motion capture, ma si propose con successo anche per doppiare il personaggio. Presente sul set per fornire i riferimenti agli attori, Best era vestito con un abito fatto di schiuma e lattice e un copricapo. Nei filmati in cui era presente, la sua immagine è stata poi sostituita dal personaggio generato tramite la computer grafica.[38] Best improvvisò spesso dei movimenti per far sembrare Jar Jar più goffo e comico possibile.[36]
- Pernilla August interpreta Shmi Skywalker, la premurosa madre di Anakin; conscia dell'infelicità della propria esistenza di schiava su Tatooine, acconsente al fatto che suo figlio lasci il pianeta per unirsi ai Jedi. August, una veterana del cinema svedese, fu scelta dopo un provino con Liam Neeson; temeva di venire rifiutata a causa del suo accento.[38]
- Ray Park interpreta Darth Maul, uno zabrak apprendista Sith di Darth Sidious che usa una spada laser a doppia lama. Campione di arti marziali con esperienza in ginnastica e scherma, Park era in origine un membro della squadra stunt.[36] Il coordinatore degli stunt Nick Gillard filmò Park per dimostrare la sua concezione delle battaglie di spade laser. Lucas e McCallum rimasero così colpiti dal nastro di prova che diedero a Park il ruolo di Maul. La sua voce fu considerata «troppo stridula», così fu fatto doppiare da Peter Serafinowicz.[38] Benicio del Toro era stato preso in considerazione ma rifiutò dopo che vennero ridotte drasticamente le sue battute.[39]
- Anthony Daniels doppia C-3PO, un droide protocollare costruito da Anakin. In questo film non ha ancora una copertura di metallo, tanto che R2-D2 si riferisce a esso come «nudo». Un burattinaio vestito di un colore strettamente corrispondente allo sfondo — in un modo simile al teatro di figura giapponese bunraku — manovrò una figura scheletrica di C-3PO attaccata alla sua fronte, mentre Daniels leggeva le sue battute fuori campo. Il burattinaio venne poi cancellato dal film in post-produzione.[36][40]
- Kenny Baker interpreta R2-D2, un droide astromeccanico che salva la nave della regina Amidala quando altri droidi falliscono. Prima che la produzione del film iniziasse, i fan indissero una campagna su Internet per mantenere Baker come R2-D2; Lucas rispose che l'attore sarebbe rimasto. Baker è utilizzato per le scene in cui R2-D2 si piega in avanti e indietro e vacilla da un lato all'altro; dei robot e una replica digitale furono invece utilizzati per le altre scene.[41]
- Silas Carson interpreta Nute Gunray, il viceré della Federazione dei Mercanti che guida l'invasione di Naboo e cerca di forzare la regina Amidala a firmare un trattato che legittimi l'occupazione del pianeta. Carson interpreta anche tre personaggi minori: il maestro Jedi Ki-Adi-Mundi, il senatore della Federazione dei Mercanti Lott Dod e lo sfortunato pilota Antidar Williams (il ruolo per cui Carson aveva originariamente sostenuto il provino).[42] Carson ottenne il ruolo perché un altro attore era a disagio con i costumi utilizzati dai personaggi della Federazione dei Mercanti, che erano caldi, esercitavano molta pressione sull'indossatore e richiedevano circa 15 minuti per l'applicazione. L'accento thailandese di Gunray fu scelto dopo che Lucas e McCallum avevano ascoltato varie lingue per decidere come i neimodiani avrebbero parlato.[43]
- Hugh Quarshie interpreta il capitano Panaka, capo della sicurezza della regina Amidala al palazzo di Theed.
- Andy Secombe doppia Watto, un rigattiere su Tatooine che possiede Anakin e sua madre come schiavi. Il design del personaggio fu il risultato di un amalgama di idee precedentemente respinte; le espressioni di Watto furono basate su filmati del doppiaggio di Secombe e su fotografie del supervisore all'animazione Rob Coleman, che imita il personaggio, e del modellatore Steve Alpin, che recita le battute di Watto a uno specchio.[44]
- Lewis Macleod doppia Sebulba, un aggressivo pilota di sgusci rivale di Anakin. Lucas descrisse il design di Sebulba come «un ragno incrociato con un orango incrociato con un bradipo»,[45] con una faccia da cammello e un abbigliamento ispirato a un'armatura medievale.[46]
- Frank Oz doppia Yoda, il secolare capo del Consiglio Jedi, che è restio a permettere ad Anakin di addestrarsi. Yoda fu per lo più interpretato da un pupazzo progettato da Nick Dudman basandosi sul design originale di Stuart Freeborn. Oz ne manovrò la bocca, mentre le altre parti venivano attivate da burattinai tramite dei telecomandi.[38] Lucas organizzò le riprese di Yoda per adattarsi agli impegni lavorativi di Oz, affinché coincidessero con la fine di riprese e promozione del suo film In & Out.[47] Uno Yoda generato al computer è rappresentato in due scene in campo lungo, mentre Warwick Davis lo interpreta nella scena in cui Obi-Wan diventa un cavaliere Jedi.[48] Lucas disse che inizialmente voleva usare uno Yoda digitale in tutto il film, ma i tentativi non dettero i risultati desiderati. Nella versione Blu-ray de La minaccia fantasma, utilizzata anche per la riedizione in 3D, è invece presente uno Yoda in CG analogo a quello dei prequel successivi.[49]
- Samuel L. Jackson interpreta Mace Windu, membro del Consiglio Jedi che si oppone anch'egli all'addestramento di Anakin. Dopo che Jackson aveva espresso interesse ad apparire in un film di Guerre stellari, fu contattato dal direttore del casting Robin Gurland per interpretare Windu.[36]
- Terence Stamp interpreta Finis Valorum, il cancelliere supremo che assegna a Obi-Wan e Qui-Gon il compito di negoziare con il viceré della Federazione dei Mercanti. Lucas descrisse il personaggio come «un buon uomo, ma sotto assedio — un po' come Clinton».[50]
- Brian Blessed doppia Boss Nass, il leader della tribù gungan che si allea con Naboo per sconfiggere la Federazione dei Mercanti.
- Greg Proops e Scott Capurro doppiano Fode e Beed, lo speaker a due teste della corsa degli sgusci. Gli attori furono ripresi mentre indossavano del trucco e delle tute blu, così che le loro teste potessero essere unite in un corpo generato dal computer. Alla squadra degli effetti visivi non piacque il risultato e decisero di generare l'alieno interamente al computer.[51]
- Sofia Coppola interpreta Saché, una delle ancelle di Amidala.
- Ralph Brown interpreta Ric Olié, il pilota della nave della regina.
- Keira Knightley interpreta Sabé, una delle ancelle della regina e sua sosia per la maggior parte del film.

### Riprese

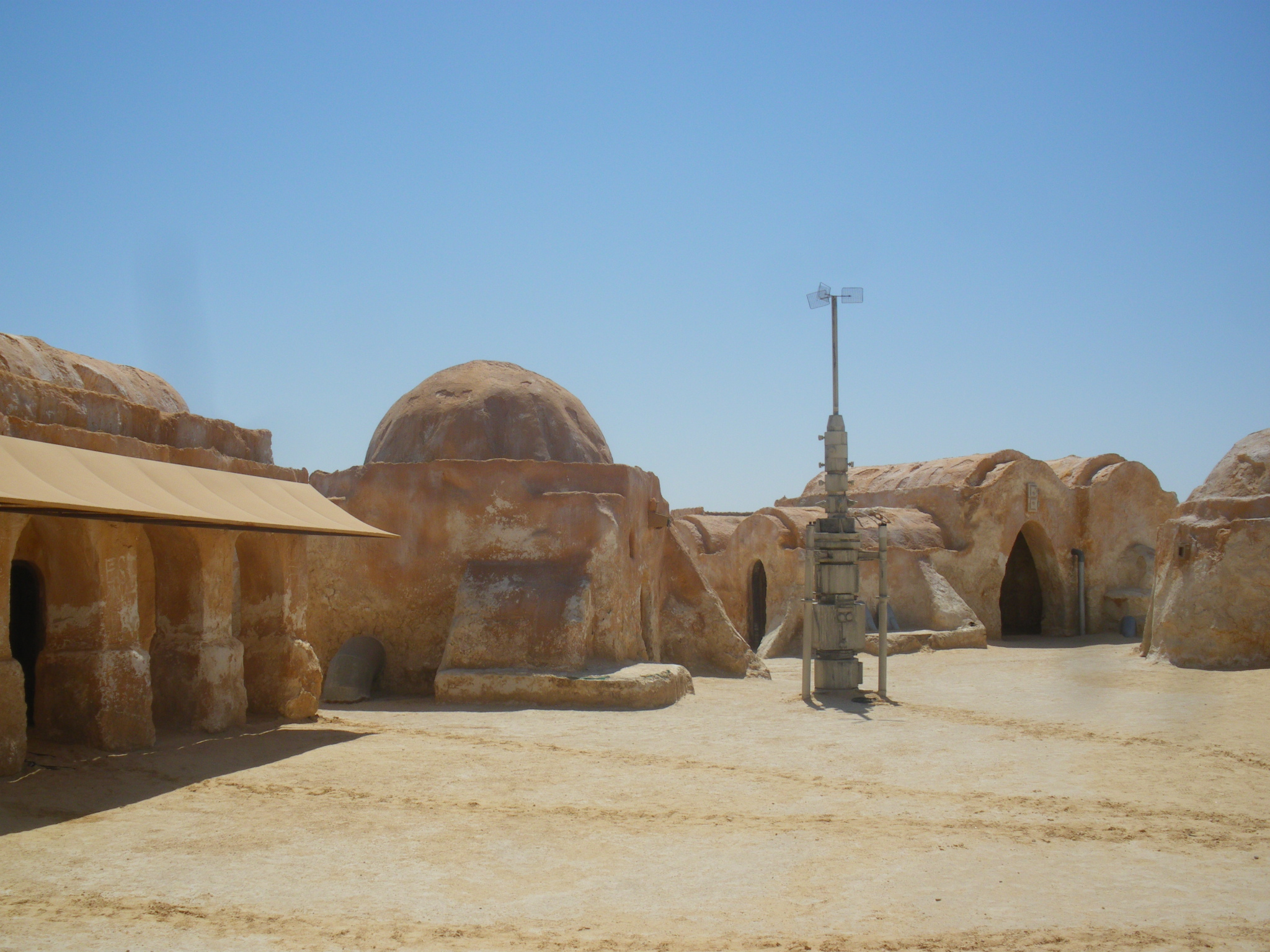
I resti di Mos Espa nel deserto tunisino

Le riprese iniziarono il 26 giugno 1997 e si conclusero il 30 settembre dello stesso anno, tenendosi soprattutto negli studi Leavesden in Inghilterra. I Leavesden furono affittati per due anni e mezzo, per cui la casa di produzione poté lasciare i set intatti e tornare dopo che la lavorazione era stata completata. Le scene forestali su Naboo furono girate al Cassiobury Park di Watford. Delle aggiunte vennero girate tra l'agosto 1998 e il febbraio 1999, dopo che Lucas aveva proiettato un premontaggio del film per amici e colleghi nel maggio 1998. La maggior parte delle scene d'azione e delle acrobazie fu girata dalla seconda unità di Roger Christian, che lavorò a fianco dell'unità principale anziché successivamente a causa del numero elevato di riprese da completare quotidianamente.

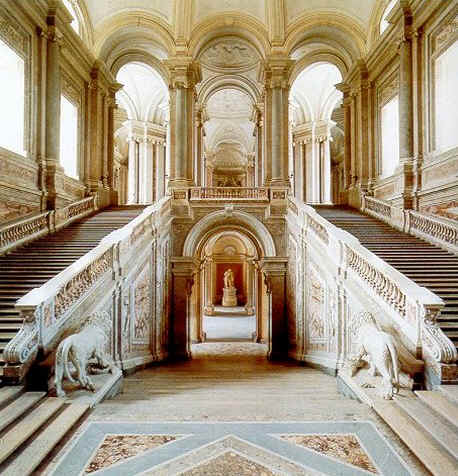
La Reggia di Caserta fu la location scelta per il palazzo reale di Naboo

Il deserto tunisino venne nuovamente utilizzato per le scene su Tatooine; Mos Espa fu costruita al di fuori della città di Tozeur e Ksar Hadada nel Governatorato di Tataouine fu teatro di alcune scene. La notte seguente il terzo giorno di riprese a Tozeur, un'inaspettata tempesta di sabbia distrusse molti dei set e oggetti di scena; la produzione venne quindi rapidamente rinviata per consentire le riparazioni, ma fu comunque in grado di lasciare la Tunisia alla data originariamente prevista. La Reggia di Caserta venne usata come interno del palazzo reale di Naboo e durante i quattro giorni di riprese fu completamente chiusa ai visitatori. Le scene con esplosioni vennero girate su una replica dei set a Leavesden.
Lucas, che in precedenza aveva affrontato dei problemi con gli oggetti di scena utilizzati per rappresentare R2-D2, permise alla Industrial Light & Magic e al reparto effetti speciali britannico di creare le proprie versioni del robot. In totale vennero assemblati nove modelli di R2-D2: uno avrebbe accomodato l'attore Kenny Baker; sette vennero costruiti dalla Industrial Light & Magic e includevano due motori per sedie a rotelle a trazione elettrica in grado di spostare fino a 200 kg che consentivano loro di spostarsi e di essere per lo più utilizzati nelle scenografie; e lo studio britannico produsse un R2-D2 pneumatico che avrebbe potuto passare da due a tre gambe e fu usato soprattutto in Tunisia perché il suo sistema di azionamento del motore gli permetteva di muoversi anche sulla sabbia.
Un raccoglitore con gli storyboard del film servì come riferimento per le riprese live action, quelle che sarebbero state girate davanti a uno schermo blu con la tecnica del chroma key e quelle che sarebbero state composte utilizzando la CGI. I set furono spesso costruiti con le sole parti che sarebbero state necessarie sullo schermo, ovvero solo fino alle altezze degli attori. Il chroma key fu ampiamente utilizzato anche per estensioni digitali di set e sfondi o per specifiche richieste del direttore della fotografia David Tattersall e del supervisore agli effetti visivi John Knoll, per scene che necessitavano di maggior illuminazione o per rimuovere il riflesso blu dai pavimenti lucidi. Knoll, che rimase sul set per la maggior parte della produzione, lavorò a stretto contatto con Tatterstall per garantire che le riprese fossero adatte per la successiva aggiunta di effetti. Le telecamere furono dotate di modelli di sistema di riconoscimento biometrico per fornire dati tecnici agli artisti della CGI.
La minaccia fantasma fu l'ultimo film di Guerre stellari a essere girato su pellicola da 35 millimetri. Alcune scene, per lo più di elementi ripresi dal team degli effetti speciali, furono girate su nastri video digitali in alta definizione per testare le prestazioni di registrazione digitale, che Lucas e McCallum consideravano il passo logico successivo a causa della quantità di digitalizzazione — un processo costoso rispetto al registrare direttamente su supporto digitale — richiesta per la composizione di effetti generati al computer. Tutti i film futuri sarebbero stati filmati usando videocamere ad alta definizione Sony CineAlta.

### Post-produzione
(George Lucas)
Fino alla produzione del film, molti effetti speciali nel cinema venivano ottenuti utilizzando modelli in miniatura, mascherini dipinti ed effetti visivi on-set; La minaccia fantasma fu uno dei primi lungometraggi cinematografici a fare ampio uso di tecniche digitali. Circa 1 950 delle inquadrature utilizzano effetti visivi e solo 10 o 15 minuti del film sono totalmente privi di alterazioni al computer, tra cui la scena nella quale il gas tossico viene rilasciato sui Jedi. Il lavoro fu così esteso che tre supervisori si divisero il carico di lavoro: John Knoll supervisionò la produzione sul set e le sequenze di battaglia degli sgusci e nello spazio, Dennis Muren si occupò della sequenza subacquea e della battaglia a terra e Scott Squires, affiancato da squadre assegnate agli effetti in miniatura e all'animazione dei personaggi, lavorò sugli effetti delle spade laser.
Knoll prese visione dei circa 3 500 storyboard realizzati per il film insieme a Lucas, che gli spiegò passo passo gli elementi delle scene che sarebbero stati reali e quelli da creare attraverso effetti visivi. Knoll in seguito disse che udendo le spiegazioni degli storyboard non sapeva come realizzare ciò che aveva visto; il risultato fu un mix di tecniche originali e delle più recenti tecnologie digitali. Knoll e il suo team scrissero addirittura nuovi software per creare alcune scene, incluso un simulatore per consentire una rappresentazione realistica dell'abbigliamento dei personaggi digitali. Un altro obiettivo era quello di creare personaggi generati al computer che potessero agire senza soluzione di continuità con gli attori in carne e ossa: durante le riprese di scene con personaggi CGI, Lucas faceva interpretare i personaggi dai corrispondenti doppiatori sul set; i doppiatori venivano poi rimossi e gli attori live action eseguivano la stessa scena da soli; un personaggio in CGI veniva infine aggiunto nella scena per completare la conversazione. Lucas usò la CGI anche per correggere la presenza fisica degli attori in alcune scene. Modelli reali vennero utilizzati quando le loro visuali si adattavano a scenari in miniatura per gli sfondi o per le estensioni dei set e per i modelli dei veicoli che sarebbero stati sottoposti a scansione per creare modelli digitali o filmati per rappresentare astronavi e sgusci.
Per fare ricerche per gli sgusci, l'équipe degli effetti visivi visitò una discarica di jet nei pressi di Phoenix e ne prelevò quattro motori di Boeing 747. Repliche a grandezza naturale dei motori furono costruite e inviate in Tunisia per fornire un riferimento per il film. Fatta eccezione per Jake Lloyd all'interno di una cabina di guida a comando idraulico e alcuni modelli reali degli sgusci, l'intera scena della corsa — che l'équipe degli effetti progettò per essere più appariscente possibile — venne generata dal computer.
Il montaggio richiese due anni; Paul Martin Smith iniziò il processo in Inghilterra e si focalizzò sulle scene fittamente dialogate. Ben Burtt — che era anche il montatore sonoro del film — fu responsabile delle sequenze d'azione sotto la supervisione di Lucas. Il montaggio video digitale svolse un ruolo importante nel tradurre la visione di Lucas su film; egli ottimizzava, revisionava e rielaborava costantemente inquadrature e scene. Il mix del suono finale fu aggiunto nel marzo 1999 e il mese successivo il film venne completato dopo la consegna delle rimanenti inquadrature con effetti visivi.

## Colonna sonora
Come con i precedenti film di Guerre stellari, la colonna sonora de La minaccia fantasma venne composta e diretta da John Williams. Egli iniziò a comporla nell'ottobre 1998 e cominciò a registrare la musica con le London Voices e la London Symphony Orchestra agli Abbey Road Studios il 10 febbraio 1999. Williams decise di utilizzare strumenti elettronici come i sintetizzatori per migliorare il suono e i pezzi corali, per «catturare quella magia che una normale orchestra non sarebbe stata in grado di fornire» e creare un'atmosfera che fosse «più misteriosa e mistica e meno militare» di quella della trilogia originale. Uno dei brani più importanti è «Duel of the Fates», che utilizza il coro per dare un'atmosfera religiosa, sacra, all'epico duello di spade laser. Il brano venne adattato in un video musicale. Durante la composizione del tema di Anakin, Williams cercò di riflettere l'innocenza della sua infanzia e di prefigurare la trasformazione in Dart Fener utilizzando lievi suggerimenti della «Marcia Imperiale» nella melodia.
La colonna sonora del film venne pubblicata dalla Sony Classical il 4 maggio 1999. A causa della restrizione di spazio del CD, questo album include solo una selezione della musica presente nel film. Una «Ultimate Edition» in due dischi venne pubblicata il 14 novembre 2000, in un cofanetto che contiene quasi l'intera colonna sonora come si sente nel film, tra cui tutte le modifiche e i tagli eseguiti per il montaggio sonoro.

## Promozione
(Tagline del film)
La Lucasfilm spese 20 milioni di dollari nella campagna pubblicitaria del film e strinse accordi di licenza promozionale con Hasbro, LEGO, Tricon Global Restaurants e PepsiCo. Aiutò, inoltre, il fan club di Guerre stellari a organizzare il raduno Star Wars Celebration, che si tenne a Denver tra il 30 aprile e il 2 maggio 1999.
Un teaser trailer di due minuti e dieci secondi fu proiettato in 75 cinema selezionati in accompagnamento a Waterboy, Attacco al potere e Vi presento Joe Black, il 17 novembre 1998, e i media riferirono che molte persone pagarono il biglietto intero solo per vedere il trailer, lasciando poi le sale a inizio film. Un secondo trailer venne distribuito il 12 marzo 1999 insieme al film Wing Commander - Attacco alla Terra. Anche in questo caso, molti fan pagarono la piena ammissione al cinema per vedere il nuovo trailer. Una versione bootleg del filmato trapelò su Internet il giorno stesso. La mattina dopo, il trailer venne pubblicato sul sito ufficiale del film e poco dopo i server andarono in sovraccarico. Il trailer amplificò ulteriormente l'attenzione mediatica, perché fu proiettato nei cinema e alla convention ShoWest a Las Vegas, e andò in onda nei popolari programmi televisivi di informazione Entertainment Tonight e Access Hollywood.
La prima locandina, che rappresentava Anakin con la sua ombra a formare la sagoma di Dart Fener, fu pubblicata il 10 novembre 1998. Quando Lucas richiese un poster disegnato a mano, Drew Struzan, l'artista responsabile dei manifesti delle edizioni speciali della trilogia originale, fu incaricato di disegnarla; la locandina — con Anakin in primo piano, il resto del cast principale intorno e il volto di Darth Maul in sottofondo — fu presentata l'11 marzo 1999. La Lucasfilm impose contrattualmente ai distributori internazionali della pellicola che l'illustrazione di Struzan fosse l'unico disegno che avrebbero potuto usare e, a differenza del testo, non poteva essere modificata in alcun modo.
General Mills e Brisk furono i partner promozionali in Nord America per la riedizione 3D del 2012, ma la campagna pubblicitaria si mantenne piuttosto limitata. Il film venne ampiamente pubblicizzato in Giappone, dove prodotti promozionali furono venduti da 7-Eleven, Domino's Pizza, Pepsi e Garigari-kun. La Kellogg Company promosse il film a livello internazionale, e la catena di ristorazione francese Quick creò tre hamburger in tema Guerre stellari. La Lucasfilm collaborò anche con l'organizzazione per bambini disagiati Variety, the Children's Charity per raccogliere fondi per i bambini attraverso la vendita di una spilla commemorativa.

## Distribuzione
L'uscita di un nuovo film di Guerre stellari dopo sedici anni di assenza suscitò un notevole interessamento da parte del pubblico. Lunghe code si formarono di fronte alle sale cinematografiche nordamericane più di un mese prima che la vendita dei biglietti avesse inizio. Queste si allungarono ulteriormente quando venne annunciato che i cinema non sarebbero stati autorizzati a vendere i biglietti prima di due settimane dall'uscita del film, a causa del timore che le famiglie non riuscissero a ottenere i biglietti o che fossero costrette a pagare prezzi più alti per gli stessi. Invece, i biglietti dovevano essere venduti sulla base del "primo arrivato, primo servito". Tuttavia, dopo un incontro con la National Association of Theatre Owners, la Lucasfilm accettò di consentire la prevendita dei biglietti dal 12 maggio 1999, a condizione che vi fosse un limite di dodici ticket per cliente, fatto che non impedì comunque del tutto il bagarinaggio, con biglietti venduti fino a 100 dollari a pezzo. Daily Variety riportò che i proprietari dei cinema ricevettero istruzioni precise dalla Lucasfilm: il film sarebbe stato proiettato nella sala più grande dei cinema per le prime 8-12 settimane, non si sarebbero potuti offrire biglietti gratuiti per le prime otto settimane e gli introiti si sarebbero dovuti far pervenire al distributore 20th Century Fox entro sette giorni.
Nonostante alcune preoccupazioni che il film non venisse finito in tempo, due settimane prima della sua uscita annunciata nelle sale la Lucasfilm anticipò la première cinematografica dal 21 al 19 maggio 1999. Alla ShoWest Lucas disse che il cambiamento era inteso a regalare ai fan un "vantaggio iniziale", consentendo loro di vedere il film durante la settimana e permettere alle famiglie di guardarlo durante il fine settimana. Prefigurando la sua futura conversione alla cinematografia digitale, Lucas disse che il film sarebbe stato distribuito su quattro proiettori digitali il 18 giugno 1999. Undici anteprime di beneficenza vennero organizzate attraverso gli Stati Uniti il 16 maggio 1999 e il ricavato fu devoluto alla Elizabeth Glaser Pediatric AIDS Foundation. Altre anteprime di beneficenza inclusero quella di Dallas per il Children's Medical Center, l'Aubrey Fund for Pediatric Cancer al Memorial Sloan-Kettering Cancer Center di New York, la Big Brothers Big Sisters of America dell'anteprima di Filadelfia e il Children's National Medical Center a Washington. Secondo una testimonianza i biglietti furono venduti a 500 dollari ciascuno e alcune sezioni dei cinema vennero riservate ai bambini svantaggiati.
Pochi studi cinematografici in Nord America distribuirono film durante la stessa settimana di uscita de La minaccia fantasma; DreamWorks e Universal Studios trasmisero rispettivamente La lettera d'amore il 21 maggio e Notting Hill il 28 maggio. Il primo fu un fallimento finanziario mentre Notting Hill se la cavò meglio e tallonò La minaccia fantasma al secondo posto. La società di consulenza per l'occupazione Challenger, Gray & Christmas stimò che 2,2 milioni di dipendenti a tempo pieno persero il lavoro per vedere il film, con una conseguente perdita di produttività di 293 milioni di dollari. Secondo The Wall Street Journal furono così tanti i lavoratori che annunciarono l'intenzione di vedere l'anteprima, che molte società chiusero il giorno dell'uscita.

### Data di uscita
Le date di uscita internazionali nel corso del 1999 sono state:
- 19 maggio in Canada e negli Stati Uniti
- 27 maggio a Porto Rico
- 28 maggio a Singapore
- 30 maggio in Malaysia
- 3 giugno in Australia
- 10 giugno in Nuova Zelanda
- 11 giugno in Colombia
- 17 giugno in Bolivia
- 18 giugno in Guatemala, Honduras e Thailandia
- 24 giugno in Brasile (Star Wars: Episódio I - A ameaça fantasma) e Cile
- 25 giugno in Sudafrica
- 26 giugno in Corea del Sud e a Taiwan
- 30 giugno nelle Filippine e in Venezuela (La guerra de las galaxias: Episodio I - La amenaza fantasma)
- 1º luglio nella Repubblica Dominicana, a Hong Kong e in Messico (Star Wars: Episodio I - La amenaza fantasma)
- 2 luglio in Costa Rica e Uruguay (Star Wars: Episodio I - La amenaza fantasma)
- 8 luglio in Argentina (Star Wars: Episodio I - La amenaza fantasma), Israele (Milhemet ha'kohavim perek 1: Eymat ha'phantom) e Giamaica
- 9 luglio in Ecuador, Nicaragua e Paraguay
- 10 luglio in Giappone (Sutâ wôzu episoddo 1: Fantomu menasu)
- 14 luglio in Trinidad e Tobago
- 16 luglio nel Regno Unito, in Irlanda, a Panama e in Perù (Star Wars: Episodio I - La amenaza fantasma)
- 29 luglio in Russia (Звёздные войны. Эпизод 1: Скрытая угроза)
- 6 agosto in Finlandia (Star Wars: Episodi I - Pimeä uhka)
- 13 agosto in Guyana e Islanda
- 19 agosto in Germania (Star Wars: Episode I - Die dunkle Bedrohung), Danimarca (Star Wars: Episode I - Den usynlige fjende) e Svezia (Star Wars: Episod I - Det mörka hotet)
- 20 agosto in Austria (Star Wars: Episode I - Die dunkle Bedrohung), Spagna (Star Wars: Episodio I - La amenaza fantasma), Kenya, Norvegia (Star Wars: Episode I - Den skjulte trussel), Seychelles e Tanzania
- 25 agosto negli Emirati Arabi Uniti e in Svizzera
- 27 agosto in Libano
- 4 settembre in Suriname
- 16 settembre in Repubblica Ceca (Star Wars: Skrytá hrozba), Ungheria (Star Wars I. rész: Baljós árnyak) e Slovacchia
- 17 settembre in Bulgaria (Междузвездни войни: Епизод I - Невидима заплаха), Estonia (Star Wars: Osa I - Nähtamatu oht), Italia, Lituania (Zvaigzdziu karai: epizodas I. Pavojaus seselis), Lettonia e Polonia (Gwiezdne wojny: Czesc I - Mroczne widmo)
- 23 settembre in Croazia (Ratovi zvijezda: Epizoda I - Fantomska prijetnja) e Slovenia
- 24 settembre in Romania (Razboiul stelelor - Amenintarea fantomei)
- 30 settembre nei Paesi Bassi
- 1º ottobre in Portogallo (Star Wars: Episódio I - A ameaça fantasma) e Turchia (Yildiz Savaslari: Bölüm I - Gizli Tehlike)
- 13 ottobre in Belgio, Egitto e Francia (Star Wars: Épisode I - La menace fantôme)
- 15 ottobre in Grecia (Star Wars - Επεισόδιο I: Η Αόρατη Απειλή)
- 20 ottobre in Marocco
- 22 ottobre in India
- 5 novembre in Cina
- 17 novembre in Kuwait

### Edizione italiana
Il doppiaggio italiano del film fu eseguito dalla Royfilm e curato da Filippo Ottoni. Lucas impose per la trilogia prequel che i nomi dei droidi restassero uguali a quelli della versione originale inglese, quindi R2-D2 e C-3PO al posto di C1-P8 e D-3BO (i nomi nella versione italiana della trilogia originale), cosa che era già accaduta nella serie TV Droids Adventures. Il doppiaggio italiano suscitò molte polemiche a causa di diversi errori di traduzione e di pronuncia. Tra i più evidenti c'è il fatto che il leggero accento thailandese dei neimoidiani venne sostituito con un forte accento russo. Il cognome del Senatore Palpatine, inoltre, viene pronunciato "Palpatàin" al posto della corretta pronuncia originale "Pàlpatin". Nessun membro dei cast di doppiaggio dei film precedenti tornò nel proprio ruolo.

### Edizioni home video

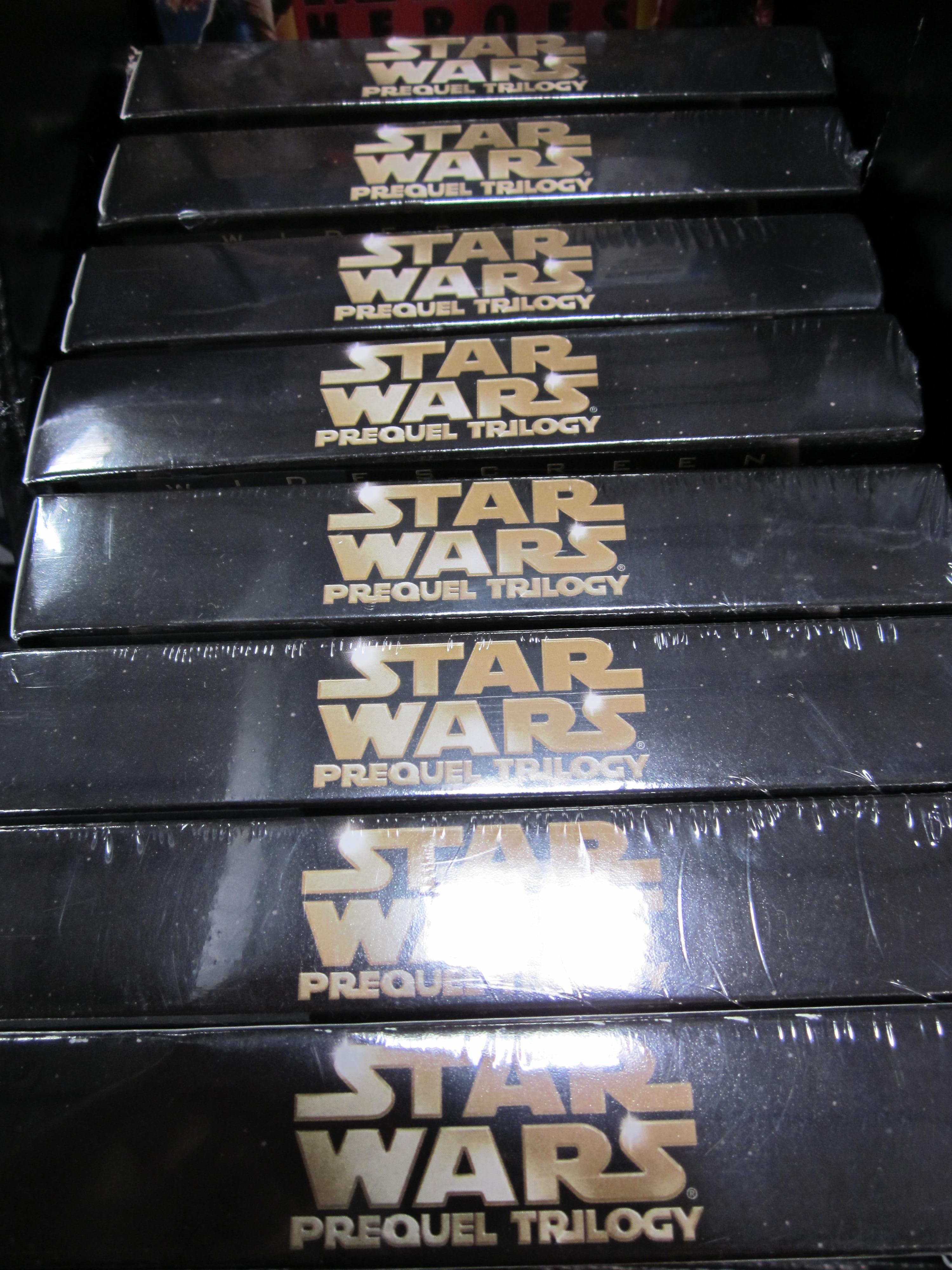
Alcuni cofanetti Star Wars: Prequel Trilogy del 2008

Il film uscì in VHS tra il 3 e l'8 aprile 2000. Oltre alla classica versione in 4:3 pan and scan, in Nord America venne distribuita il 4 aprile un'edizione da collezione in widescreen. Nei suoi primi due giorni di disponibilità, la versione standard vendette 4,5 milioni di copie, mentre l'edizione limitata 500 000.
La minaccia fantasma fu il primo film della serie a uscire in DVD, il 16 ottobre 2001 in Nord America e il 6 novembre in Italia, e fu distribuito in un'unica edizione da due dischi. La versione italiana include un commento audio di George Lucas, Rich McCallum, Ben Burtt, Rob Coleman, John Knoll, Dennis Muren e Scott Squires, trailer cinematografici e spot televisivi, scene tagliate, il documentario L'inizio - La realizzazione dell'Episodio I, featurette, alcuni bozzetti animati e una galleria fotografica. Esso divenne il primo DVD per numero di vendite negli Stati Uniti nella prima settimana di pubblicazione, con ben 2,2 milioni di copie. Una versione Laserdisc del film uscì in Giappone alcuni mesi prima che fosse disponibile in DVD negli Stati Uniti. L'edizione DVD fu ripubblicata in un cofanetto intitolato Star Wars: Prequel Trilogy, insieme ai due film successivi, il 4 novembre 2008 (in Italia il 7 ottobre). Il 17 ottobre 2013 il cofanetto fu sostituito da un'edizione che include solo il primo disco per ogni film.
L'esalogia completa di Guerre stellari venne distribuita in un cofanetto Blu-ray Disc il 16 settembre 2011 (in Italia il 13 settembre). Per quest'uscita La minaccia fantasma fu restaurato per migliorare la qualità delle immagini e rimuovere l'ingrandimento presente sulla precedente versione DVD, ripristinando circa l'8% dell'immagine; il pupazzo di Yoda, inoltre, venne sostituito con un modello in CGI, rendendolo coerente con gli altri film della trilogia prequel. Il disco del film contiene il commento audio dell'edizione DVD e delle annotazioni inedite composte da interviste d'archivio con cast e troupe. I contenuti speciali relativi al film (completamente inediti) furono invece inclusi in un disco bonus insieme a quelli dei due film successivi. Il 30 settembre 2011 il film fu rieditato in un cofanetto insieme ai due sequel (senza però il disco bonus), mentre il 12 novembre 2015 è stato ristampato singolarmente in edizione limitata steelbook.

### Riedizione 3D
Il 28 settembre 2010 venne annunciato che tutti i sei film della serie sarebbero stati convertiti in 3D da parte di Prime Focus sotto stretta sorveglianza della Industrial Light & Magic e sarebbero poi stati ridistribuiti in ordine di episodio. La minaccia fantasma fu il primo film della serie a subire il trattamento e a essere proiettato al cinema nel febbraio 2012, prima che, con l'acquisizione della Lucasfilm da parte di The Walt Disney Company, il progetto venisse accantonato per concentrarsi sullo sviluppo di Star Wars - Il risveglio della Forza.
George Lucas dichiarò che la riedizione in 3D sarebbe stata "semplicemente una conversione" della versione presente nel Blu-ray del 2011 e non sarebbero state apportate ulteriori modifiche. Venne confermata solo una modifica alla bacchetta magnetica di Anakin durante la scena della corsa degli sgusci: la sua punta fu affilata per adattare in modo più accurato la fotografia originale in 2D alla nuova immagine in 3D.

## Accoglienza

### Incassi
Benché sia stato accolto in maniera contrastante dalla critica, La minaccia fantasma fu un successo commerciale, infrangendo molti record al botteghino al suo esordio. Superò i record de Il mondo perduto - Jurassic Park per il maggiore incasso in un solo giorno, guadagnando più di 28 milioni di dollari nel giorno di apertura, e per la maggiore velocità nell'incassare 100 milioni, raggiunti in cinque giorni. Divenne anche il film più veloce nel raggiungere i traguardi di 200 e 300 milioni, superando rispettivamente Independence Day e Titanic. La minaccia fantasma fu il film di maggior successo del 1999, incassando 431 088 295 dollari in Nord America e 493 216 789 negli altri territori, per un totale mondiale di 924 305 084 dollari. All'epoca il film fu il terzo maggior incasso cinematografico in Nord America dietro Titanic e Guerre stellari, e il secondo maggior incasso cinematografico mondiale dietro Titanic senza l'aggiustamento per l'inflazione dei prezzi dei biglietti. Aggiustato per l'inflazione, esso si classificò come il 19º maggior incasso cinematografico nazionale, diventando così il quarto film di Guerre stellari a entrare nella Top 20 aggiustata per l'inflazione. Al di fuori del Nord America, il film incassò più di 10 milioni di dollari in Australia (25,9 milioni), Brasile (10,4 milioni), Francia (43 milioni), Germania (53,9 milioni), Italia (12,9 milioni), Giappone (109,9 milioni), Messico (12 milioni), Spagna (25 milioni) e Regno Unito (81,9 milioni).
Dopo la sua riedizione in 3D nel 2012, l'incasso mondiale ha superato il miliardo di dollari. Anche se negli anni successivi il film aveva perso alcune posizioni nelle liste dei film di maggior incasso, la riedizione in 3D lo ha restituito alla top ten mondiale per parecchi mesi. In Nord America i ricavi hanno superato quelli della trilogia originale di Guerre stellari come film di maggiore incasso della saga senza aggiustamento per l'inflazione, ed è al 2020 il diciassettesimo maggior incasso cinematografico in Nord America. La riedizione in 3D, che ha esordito nel febbraio 2012, nel primo weekend ha incassato 43 milioni di dollari nel mondo, di cui 22,5 in Nord America. L'incasso totale mondiale della riedizione ha raggiunto 102 739 593 dollari, di cui 43,5 milioni in Nord America, e ha aumentato complessivamente gli incassi nazionali del film a 474,5 milioni e quelli esteri a 552,5 milioni. Gli incassi mondiali del film hanno superato il miliardo di dollari il 22 febbraio 2012, rendendolo il primo film di Guerre stellari e l'undicesimo della storia — trascurando l'inflazione — a raggiungere tale primato. Le successive riproiezioni hanno portato l'incasso totale a 1046515409 $.

### Critica

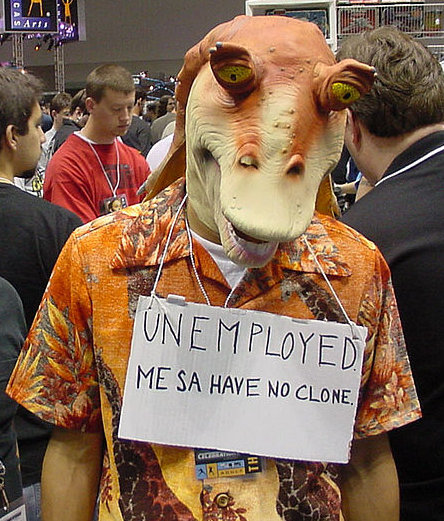
Un cosplay umoristico di Jar Jar Binks, personaggio duramente criticato da fan e recensori

Il film divise la critica. Tra le 242 recensioni raccolte dal sito Rotten Tomatoes, il 54% sono positive, con una media di 6,2 su 10; il consenso recita: «Appesantito dall'esposizione e pieno di personaggi stereotipati, La minaccia fantasma segna per i prequel di Guerre stellari un inizio accidentato, anche se visivamente abbagliante». Il film, inoltre, ha un punteggio di 51/100, che indica "recensioni contrastanti o medie", sul sito Metacritic basato su 36 recensioni. In entrambi i siti, si tratta del punteggio più basso assegnato a un film della serie Guerre stellari, escludendo il film d'animazione Star Wars: The Clone Wars. Molti aspetti della sceneggiatura furono criticati aspramente, in special modo il personaggio di Jar Jar Binks, visto da molti fan della saga come un'opportunità commerciale piuttosto che un personaggio serio. Kenneth Turan del Los Angeles Times descrisse Binks come «un grave errore, un personaggio che fa da diversivo comico, ma che francamente non è divertente». George Lucas criticò i mass media statunitensi accusandoli di utilizzare le opinioni dei fan su internet come fonti attendibili per i loro articoli. Nel 2002, in occasione dell'uscita di Star Wars: Episodio II - L'attacco dei cloni, Ewan McGregor disse di credere che La minaccia fantasma fosse "piuttosto piatto" e che ci fosse «molto più umorismo e colore nell'Episodio II». Al contrario Roger Ebert del Chicago Sun-Times diede al film tre stelle e mezza su quattro e lo definì «un risultato sorprendente nel cinema fantastico», aggiungendo che «Lucas racconta una bella storia». Ebert aggiunse inoltre che «se alcuni dei personaggi sono meno convincenti, forse è inevitabile» perché si tratta del film d'apertura della nuova trilogia. Owen Gleiberman di Entertainment Weekly valutò il film con una B e rimase impressionato dall'interpretazione di Liam Neeson e dalle scene d'azione. Il suo collega Marc Bernardin, invece, diede al film una C-, definendolo «mal concepito, orribilmente scritto e infantile». James Berardinelli di ReelViews.net ne scrisse che, nonostante i suoi molti difetti, il film riesce nell'intento di svagare e intrattenere e che «non è fresco come l'originale Guerre stellari, né ha la ricchezza tematica e la complessità narrativa de L'Impero colpisce ancora, ma è un netto miglioramento da Il ritorno dello Jedi». Susan Wloszczyna di USA Today affermò che il film era fatto "molto bene" ed elogiò i personaggi di Darth Maul e Watto. Colin Kennedy della rivista Empire dichiarò che nonostante i problemi di ritmo e scrittura «risulta comunque molto piacevole guardare i Jedi in piena forma in azione». Elogiò inoltre la grafica e l'interpretazione di Liam Neeson e definì lo scontro tra Darth Maul e i Jedi «la miglior battaglia di spade laser della saga».
Alcuni critici esaminarono l'accoglienza della pellicola alla luce delle aspettative che si erano venute a creare sulla stessa. Così James Berardinelli scrisse: «La minaccia fantasma è stato probabilmente il film più inflazionato degli ultimi dieci anni (se non di più), e la sua reputazione ha sofferto a causa della sua incapacità di soddisfare aspettative irragionevoli». William Arnold del Seattle Post-Intelligencer convenne che la massiccia campagna pubblicitaria del film aveva provocato molte reazioni negative, affermando che aveva «costruito aspettative che non potevano in alcun modo essere soddisfatte e affondato l'effetto sorpresa della narrazione». Egli disse anche che il film era "ben fatto e divertente" ed era molto meglio di simili blockbuster distribuiti quell'anno, come La mummia e Matrix. Andrew Johnston di Time Out commentò: «Ammettiamolo: nessun film potrebbe mai soddisfare le aspettative che alcuni hanno per Episodio I - La minaccia fantasma. Che non è per dire che sia una delusione: al contrario, è incredibilmente divertente, a condizione che lo si accetti nei suoi termini... Come il film originale, è il racconto dell'avventura di un ragazzo con un sottotesto spirituale banale, ma irresistibile. Gli effetti e le scenografie sono meravigliosi, ma servono sempre la storia, non il contrario». Molti critici hanno disapprovato l'uso massiccio della CGI rispetto alla trilogia originale. Tuttavia, sedici anni dopo, all'uscita nelle sale dell'acclamato Star Wars - Il risveglio della Forza, i supervisori degli effetti speciali della Industrial Light and Magic, Roger Guyett e Patrick Tubach, hanno rivelato che in Episodio VII ci fosse molta più computer grafica rispetto alla tanto bistrattata pellicola di Lucas, in particolare nelle sequenze in cui il Millennium Falcon prende il volo.
L'introduzione dei midi-chlorian — microscopici organismi che mediano l'uso della Forza — fu controversa tra i fan. Alcuni lo videro come un concetto che nega la qualità spirituale della Forza, anche se il film ritrae ancora la Forza come entità misteriosa che usa i midi-chlorian per comunicare con gli esseri viventi. Lo storico cinematografico Daniel Dinello disse: «Un anatema per i fanatici di Guerre stellari che pensavano che avessero ridotto la Forza a un tipo di infezione virale, i midi-chlorian forniscono un'interfaccia biologica, il legame tra corpo fisico ed energia spirituale». L'esperto di religione John D. Caputo scrisse: «Nel 'Vangelo secondo Lucas' viene evocato un mondo in cui le opposizioni intrattabili che hanno tormentato pensatori religiosi per secoli sono riconciliate... I doni di cui godono i maestri Jedi hanno una base scientifica perfettamente plausibile, anche se le sue vie sono misteriose: le loro cellule corporee hanno una concentrazione di 'midi-chlorian' più alta del normale».
Altro aspetto controverso fu il fatto che diversi personaggi alieni sembrano riflettere stereotipi razziali. Ad esempio, il balordo e ottuso Jar Jar Binks ha lunghe orecchie cadenti che ricorderebbero i dreadlocks e parla con quello che molti percepirono come un patois caraibico che ricorda la lingua creola giamaicana. Gli avidi e corrotti neimoidiani della Federazione dei Mercanti hanno un accento dell'Asia orientale e il commerciante senza scrupoli Watto è stato visto come uno stereotipo ebreo che ricorda il personaggio di Fagin di Charles Dickens. Lucas negò tutte queste implicazioni; tuttavia, l'animatore Rob Coleman ammise di aver visto filmati di Alec Guinness nel ruolo di Fagin ne Le avventure di Oliver Twist per ispirare i suoi animatori nella creazione di Watto. Un critico descrisse Jar Jar Binks come «servile e vile... uno stereotipo di menestrello nero alla pari di Stepin Fetchit». Michael Eric Dyson, professore di studi afroamericani all'Università di Georgetown, affermò che l'intero popolo gungan sembra stranamente suggestivo di una tribù africana primitiva: «Il leader della tribù di Jar Jar è un grasso, maldestro buffone con voce rombante, e sembra essere una caricatura dello stereotipo del capo tribù africano». Mike Stoklasa della RedLetterMedia divenne popolare sul web nel 2009, a causa di una lunga recensione-fiume (70 minuti di durata) de La minaccia fantasma. La recensione, che stronca il film di George Lucas a più riprese, venne postata su YouTube in sette parti, ed è narrata fuoricampo dal personaggio fittizio "Harry S. Plinkett". La rivista Empire classificò La minaccia fantasma al 449º posto nella sua lista dei 500 migliori film, mentre Entertainment Weekly e Comcast lo inclusero nelle loro liste dei peggiori sequel cinematografici.

## Riconoscimenti
- 2000 - Premio Oscar[146][147]
  - Candidato per il miglior sonoro a Gary Rydstrom, Tom Johnson, Shawn Murphy e John Midgley
  - Candidato per il miglior montaggio sonoro a Ben Burtt e Tom Bellfort
  - Candidato per i migliori effetti speciali a John Knoll, Dennis Muren, Scott Squires e Rob Coleman
- 2000 - British Academy Film Awards[148]
  - Candidato per il miglior sonoro a Ben Burtt, Tom Bellfort, John Midgley, Gary Rydstrom, Tom Johnson e Shawn Murphy
  - Candidato per i migliori effetti speciali a John Knoll, Dennis Muren, Scott Squires e Rob Coleman
- 2000 - Saturn Award[149]
  - Migliori costumi a Trisha Biggar
  - Migliori effetti speciali a Rob Coleman, John Knoll, Dennis Muren e Scott Squires
  - Candidato per il miglior film di fantascienza
  - Candidato per il miglior attore a Liam Neeson
  - Candidato per il miglior attore non protagonista a Ewan McGregor
  - Candidato per la miglior attrice non protagonista a Pernilla August
  - Candidato per il miglior attore emergente a Jake Lloyd
  - Candidato per il miglior attore emergente a Natalie Portman
  - Candidato per la miglior regia a George Lucas
  - Candidato per il miglior trucco a Paul Engelen, Sue Love e Nick Dudman
- 2000 - BMI Film & TV Award[150]
  - BMI Film Music Award a John Williams
- 2000 - Blockbuster Entertainment Awards[151]
  - Candidato per la miglior attrice in un film d'azione a Natalie Portman
  - Candidato per il miglior attore in un film d'azione/fantascienza a Ewan McGregor
  - Candidato per il miglior attore in un film d'azione/fantascienza a Liam Neeson
  - Candidato per la miglior attrice non protagonista in un film d'azione a Pernilla August
  - Candidato per il miglior cattivo a Ray Park
  - Candidato per il miglior attore non protagonista in un film d'azione/fantascienza a Jake Lloyd
- 2000 - BRIT Award[152]
  - Candidato per la miglior colonna sonora
- 2000 - Cinema Audio Society Awards[153]
  - Candidato per il C.A.S. Award a Gary Rydstrom, Tom Johnson, Shawn Murphy e John Midgley
- 2000 - Csapnivaló Awards[154]
  - Candidato per la migliore sceneggiatura a George Lucas
  - Candidato per la miglior performance femminile a Natalie Portman
  - Candidato per i migliori effetti speciali
  - Candidato per la miglior colonna sonora originale a John Williams
- 1999 - Goldene Leinwand[155]
  - Goldene Leinwand
- 2000 - Goldene Leinwand[155]
  - Goldene Leinwand mit Stern
- 2000 - Grammy Award[156]
  - Candidato per la migliore colonna sonora per media audio-visivi a John Williams
- 1999 - International Film Music Critics Association Award[157]
  - Candidato per la colonna sonora dell'anno a John Williams
- 2000 - Sierra Award[158]
  - Migliori costumi a Trisha Biggar
  - Candidato per la miglior scenografia a Gavin Boquet
  - Candidato per i migliori effetti speciali a Dennis Muren
- 2000 - MTV Movie Awards[159]
  - Candidato per la miglior sequenza d'azione alla corsa degli sgusci
  - Candidato per il miglior cattivo a Ray Park
  - Candidato per il miglior combattimento a Liam Neeson, Ewan McGregor e Ray Park
- 2000 - Online Film & Television Association Award[160]
  - Candidato per i migliori costumi a Trisha Biggar
  - Candidato per il miglior trucco e parrucco a Paul Engelen, Sue Love, Nick Dudman, Jan Archibald, Chris Lyons, Shaune Harrison e Melissa Lackersteen
  - Candidato per il miglior montaggio degli effetti sonori a Ben Burtt e Tom Bellfort
  - Candidato per la miglior scenografia a Gavin Bocquet, Phil Harvey, Fred Hole, John King, Rod McLean, Peter Russell e Peter Walpole
  - Candidato per il miglior sonoro a Gary Rydstrom, Tom Johnson, Shawn Murphy e John Midgley
  - Candidato per i migliori effetti speciali a John Knoll, Dennis Muren, Scott Squires e Rob Coleman
- 2000 - Online Film Critics Society Award[161]
  - Candidato per la miglior colonna sonora a John Williams
- 2000 - Razzie Awards[162]
  - Peggior attore non protagonista ad Ahmed Best
  - Candidato per il peggior film
  - Candidato per la peggior coppia a Jake Lloyd e Natalie Portman
  - Candidato per il peggior attore non protagonista a Jake Lloyd
  - Candidato per la peggior attrice non protagonista a Sofia Coppola
  - Candidato per il peggior regista a George Lucas
  - Candidato per la peggior sceneggiatura a George Lucas
- 2000 - Satellite Award
  - Candidato per i migliori effetti visivi a Peter Hutchinson, John Knox, Judith Weaver e Dennis Muren[163]
  - Candidato per il miglior suono a Tom Bellfort e Matthew Wood[164]
- 1999 - Teen Choice Awards[149]
  - Candidato per il miglior film drammatico
  - Candidato per il film dell'estate
  - Candidato per il Choice Sleazebag a Ray Park
- 2000 - Young Artist Awards[165]
  - Candidato per Best Performance in a Feature Film: Young Actor Age Ten or Under a Jake Lloyd
  - Candidato per Best Family Feature Film - Drama
- 1999 - YoungStar Award[166]
  - Candidato per Best Performance by a Young Actor in a Drama Film a Jake Lloyd
  - Candidato per Best Performance by a Young Actress in a Drama Film a Natalie Portman

## Altri media
Furono pubblicati molti adattamenti tie-in del film, come i videogiochi Star Wars: Episodio I - La minaccia fantasma, avventura dinamica sviluppata dalla LucasArts per PlayStation e PC in cui il giocatore può vestire i panni dei protagonisti della storia, e Star Wars: Episodio I Racer, un simulatore di guida di corse con gli sgusci. Furono prodotti inoltre un flipper della WMS Industries, un adattamento a fumetti in quattro parti della Dark Horse Comics e un romanzo per giovani lettori, scritto da Patricia Wrede e pubblicato da Scholastic.
Il romanzo ufficiale del film venne affidato allo scrittore Terry Brooks e pubblicato a maggio 1998, in largo anticipo sull'uscita della pellicola. L'autore incontrò Lucas prima di scrivere il libro e ricevette la sua approvazione e la sua guida. Egli gli chiese di approfondire certi eventi che non avrebbe avuto il tempo di mostrare nel film e di includere informazioni sugli sviluppi successivi della serie che sarebbero rimasti in sospeso.